# 기타노 마코토
기타노 마코토(일본어: 北野 誠, 1967년 7월 17일 ~ )는 일본의 전 축구 선수, 감독이다.

## 구단 경력
1986년 일본 사커 리그의 히타치에 입단하였다. 1993년 교토 퍼플 상가로 이적했다. 1995년후 현역 은퇴.

## 지도자 경력
은퇴 후에는 교토 퍼플 상가의 코치를 거쳐, 2005년 로아소 구마모토의 코치으로 취임하였다. 2009년 감독으로 취임하였다. 2010년부터 2018년까지 카마타마레 사누키에서 감독을 맡았다.